# Oligodon praefrontalis
Espèce
Statut de conservation UICN

 DD  : Données insuffisantes
Oligodon praefrontalis est une espèce de serpent de la famille des Colubridae.

## Répartition
Cette espèce est endémique de l'île de Weh, à la pointe nord de Sumatra, en Indonésie.

## Description
L'holotype de Oligodon praefrontalis mesure 241 mm dont 31 mm pour la queue.

## Publication originale
- Werner, 1913 : Neue oder seltene Reptilien und Frösche des Naturhistorischen Museums in Hamburg. Mitteilungen aus dem Hamburgischen Zoologischen Museum und Institut, vol. 30, p. 1-51 (texte intégral).